# Квантовий стан
Квантовим станом називають стан фізичної системи, який описується в рамках квантової механіки. За сучасними уявленнями будь-яка фізична система є квантовою, включно з Всесвітом. Однак, для багатьох систем квантові ефекти проявляються слабо, і їх можна цілком задовільно описати в рамках класичної механіки. Квантовий опис суттєво відрізняється від класичного. 
Якщо в класичній механіці стан системи повністю визначається положенням та швидкостями усіх частинок, що входять до неї, то в квантовій механіці одночасне визначення положень і швидкостей заборонене принципом невизначеності, тому квантова механіка оперує іншими поняттями, такими як вектор стану, хвильова функція або матриця густини. 

## Чисті і змішані стани
У залежності від ступеня точності інформації, яка закладена в описі квантової системи і доступна спостерігачеві, квантові стани поділяють на чисті та змішані. Аналогічний поділ існує і в класичній фізиці: деякі системи можна описати точно, про інші можлива тільки статистична інформація. 
Чисті стани описуються хвильовою функцією, або, точніше, певним вектором у Гільбертовому просторі всіх станів, який називають вектором стану. Чистий стан може змінюватися в часі за допомогою процесів двох суттєво різних типів:
- детерміністична еволюція, зумовлена оператором еволюції, який для стаціонарного стану ізольованої системи є просто оператором енергії — гамільтоніаном. Можна абсолютно точно визначити стан системи в кожний момент часу;
- квантовий стрибок, який часто є наслідком вимірювання фізичної величини (приготування системи в чистому стані зазвичай є таким вимірюванням). При вимірюванні величини, яка не була точно визначена в початковому чистому стані, можна отримати певний набір її значень із відповідними ймовірностями. Ці значення будуть абсолютно точними, якщо оператор фізичної величини має дискретний спектр, або характеризуватимуться певною дисперсією в іншому разі. При цьому чистий стан перетворюється на змішаний і з цієї суміші з відповідною ймовірністю буде виокремлено новий чистий стан, в якому виміряна фізична величина у випадку дискретного спектру буде визначена абсолютно точно.

Фундаментальна різниця полягає в тому, що процеси першого типу є термодинамічно оборотними, а процеси другого типу — ні, оскільки супроводжуються зростанням ентропії. Так, спонтанне випромінення енергії збудженим атомом — типовий квантовий стрибок — належить до процесів другого типу, оскільки не є детермінованим процесом, а відбувається з певною імовірністю.
Змішані стани виникають також тоді, коли через неконтрольований вплив середовища можливе тільки приблизне, ймовірнісне знання про систему. Змішані стани описуються матрицею густини. Початкова випадковість залишається і в майбутньому при еволюції ізольованої системи. Крім того, невизначена наперед стохастична дія середовища на таку систему вносить додатковий ймовірнісний фактор.  
Різниця між чистими й змішаними станами та ж, що й різниця між поляризованим і неполяризованим світлом. Будь-яка суперпозиція поляризованих електромагнітних хвиль дає поляризовану хвилю, однак існують неполяризовані хвилі, для яких можна лише вказати вміст тієї чи іншої поляризації. Пропустивши неполяризоване світло крізь поляризатор, експериментатор може отримати поляризоване світло, тобто приготувати систему в чистому стані.

## Суперпозиція
Однією з найзначніших відмінностей квантової механіки від класичної є принцип суперпозиції. Якщо квантова система може перебувати в стані, що описується  вектором {\displaystyle |\psi \rangle }, і в стані, що описується вектором {\displaystyle |\varphi \rangle },  то вона може перебувати також і в стані, що є лінійною комбінацією цих двох станів з комплексними коефіцієнтами.
У Гільбертовому просторі векторів стану можна вибрати ортонормований базис, і тоді будь-який вектор стану можна подати як суперпозицію базисних векторів.

## Значення класичних величин у квантовому стані
Опис стану фізичної системи в квантовій механіці суттєво відрізняється від її опису в класичній фізиці. Фізичні величини класичної фізики здебільшого не можуть бути точно визначені в квантових станах. Певній фізичній величині в квантовій фізиці ставиться у відповідність оператор у Гільбертовому просторі векторів стану. 
Квантова механіка визначає правила, за якими можна визначити середні значення операторів, а, отже, середні значення фізичної величини. Точне значення фізична величина має тільки тоді, коли її вектор стану є власним вектором оператора цієї величини. Величини, оператори яких не комутують, не можуть одночасно мати точні значення. Окремим випадком цього є принцип невизначеності Гайзенберга. 

## Енергетичні стани
Особливе значення мають стани, які є власними векторами оператора енергії — гамільтоніана. У цих станах для фізичної системи визначене точне значення енергії. Якщо гамільтоніан не залежить від часу, то такі стани є стаціонарними: їхня еволюція з часом зводиться до множення вектора стану на залежний від часу множник: 
{\displaystyle |\psi \rangle (t)=e^{i(E/\hbar )t}|\psi \rangle (0)},
де {\displaystyle E} - енергія, {\displaystyle \hbar } - зведена стала Планка.
Спектр гамільтоніана може бути дискретним, що відповідає дискретним значенням енергії, яку може мати квантова система.